# Symplektomorphismus
Ein Symplektomorphismus ist im mathematischen Teilgebiet der symplektischen Geometrie (wiederum ein Teilgebiet der Differentialgeometrie) eine spezielle Kombination aus symplektischer Abbildung und Diffeomorphismus zwischen symplektischen Mannigfaltigkeiten. Diese stellt daher sowohl eine Korrespondenz zwischen den glatten Strukturen als auch den symplektischen Formen her. Symplektomorphismen sind zentral für die mathematische Formulierung der Hamiltonschen Mechanik in der Physik, in der diese Transformationen des Phasenraumes beschreiben.

## Definition
Für symplektische Mannigfaltigkeiten {\displaystyle (M,\omega )} und {\displaystyle (N,\omega ')} ist ein Diffeomorphismus {\displaystyle \varphi \colon M\rightarrow N} mit {\displaystyle \varphi ^{*}\omega '=\omega } ein symplektischer Diffeomorphismus oder Symplektomorphismus.
- Ein Diffeomorphismus ist eine glatte Abbildung, deren Umkehrabbildung ebenfalls glatt ist.
- Der Rückzug (englisch Pullback) {\displaystyle \varphi ^{*}\omega '} der symplektischen Form {\displaystyle \omega '} ist definiert durch {\displaystyle (\varphi ^{*}\omega ')_{p}(\xi _{1},\xi _{2}):=\omega '_{\varphi (p)}(\varphi (\xi _{1}),\varphi (\xi _{2}))} für Tangentialvektoren {\displaystyle \xi _{1},\xi _{2}\in T_{p}M} an einem Punkt {\displaystyle p\in M}.

Aus der Definition ergibt sich direkt, dass jeder Diffeomorphismus zwischen glatten Mannigfaltigkeiten, von denen die hintere eine symplektische Form trägt, durch deren Rückzug auf die vordere zu einem Symplektomorphismus gemacht werden kann, da die Bedingung dafür dann trivialerweise erfüllt ist. Wird dabei nur eine glatte Abbildung mit Erhaltung der symplektischen Form gefordert ergibt sich der allgemeinere Begriff der symplektischen Abbildung. Symplektische Abbildungen bilden die Morphismen und Symplektomorphismen bilden die Isomorphismen in der Kategorie der symplektischen Mannigfaltigkeiten.

## Eigenschaften
- Die Identität auf einer symplektischen Mannigfaltigkeit ist ein Symplektomorphismus.
- Die Komposition von Symplektomorphismen ist ein Symplektomorphismus. Das folgt direkt aus dem allgemeineren Resultat, dass für Diffeomorphismen {\displaystyle f\colon M\rightarrow N} und {\displaystyle g\colon N\rightarrow O} sowie einer symplektischen Form {\displaystyle \omega } auf {\displaystyle O} der einfache Rückzug {\displaystyle (g\circ f)^{*}\omega } nach obiger Definition gleich dem doppelten Rückzug {\displaystyle g^{*}f^{*}\omega } ist.
- Die Umkehrabbildung eines Symplektomorphismus ist ein Symplektomorphismus.

## Lie-Gruppe der Symplektomorphismen
Gemäß der Lemmata bilden die Symplektomorphismen auf einer symplektischen Mannigfaltigkeit {\displaystyle (M,\omega )} eine Gruppe, notiert als {\displaystyle \operatorname {Symp} (M,\omega )}.
- Für {\displaystyle M} kompakt ist {\displaystyle \operatorname {Symp} (M,\omega )} lokal wegzusammenhängend.[2]
- Für {\displaystyle M} geschlossen ist {\displaystyle \operatorname {Symp} (M,\omega )} sogar eine Lie-Gruppe.[3] Ihre zugehörige Lie-Algebra {\displaystyle {\mathfrak {Symp}}(M,\omega )} ist in diesem Fall die der symplektischen Vektorfelder.[4][3]

## Antisymplektische Involutionen
Für eine symplektische Mannigfaltigkeit {\displaystyle (M,\omega )} ist ein Diffeomorphismus {\displaystyle \varphi \colon M\rightarrow M} mit {\displaystyle \varphi \circ \varphi =\operatorname {id} _{M}} und {\displaystyle \varphi ^{*}\omega =-\omega } eine antisymplektische Involution. Die Fixpunkte einer antisymplektischen Involution bilden eine Lagrangesche Untermannigfaltigkeit (sofern vorhanden). Umgekehrt wird eine durch die Fixpunkte einer antisymplektischen Involution realisierbare Lagrangesche Untermannigfaltigkeit reell genannt. Wichtige Beispiele dafür sind:
- {\displaystyle S^{1}}ist eine reelle Lagrangesche Untermannigfaltigkeit von {\displaystyle S^{2}} mit der symplektischen Form {\displaystyle \omega _{p}(x,y)=\langle p,x\times y\rangle } für {\displaystyle p\in S^{2}\subset \mathbb {R} ^{3}} und {\displaystyle x,y\in T_{p}S^{2}\subset \mathbb {R} ^{3}}durch die durch Abbildung auf die Antipode gegebene Involution {\displaystyle S^{2}\rightarrow S^{2},x\mapsto -x}.
- {\displaystyle \mathbb {R} P^{n}} ist eine reelle Lagrangesche Untermannigfaltigkeit von {\displaystyle \mathbb {C} P^{n}}mit der Fubini–Study-Form durch die durch komplexe Konjugation gegebene Involution {\displaystyle \mathbb {C} P^{n}\rightarrow \mathbb {C} P^{n},[z_{0}:\ldots :z_{n}]\mapsto [{\overline {z}}_{0}:\ldots :{\overline {z}}_{n}]}.

Jede symplektische Mannigfaltigkeit lässt sich als reelle Lagrangesche Untermannigfaltigkeit auffassen. Eine symplektische Mannigfaltigkeit {\displaystyle (M,\omega )} erzeugt eine symplektische Mannigfaltigkeit {\displaystyle (M\times M,(-\omega )\oplus \omega )}, welche bei der Betrachtung von symplektischen Diffeomorphismen eine besondere Rolle spielt, da ein Diffeomorphismus {\displaystyle \varphi \colon M\rightarrow M} genau dann symplektisch ist, wenn dessen Graph {\displaystyle \operatorname {graph} (\varphi ):=\{(x,\varphi (x))|x\in M\}\subset M\times M} eine Lagrangesche Untermannigfaltigkeit ist. Da die Identität {\displaystyle \operatorname {id} _{M}\colon M\rightarrow M} symplektisch ist, ist die Diagonale {\displaystyle \Delta _{M}:=\{(x,x)|x\in M\}} eine Lagransche Untermannigfaltigkeit. Da diese weiter sogar die Fixpunktmenge der antisymplektischen Involution {\displaystyle M\times M\rightarrow M\times M,(x,y)\mapsto (y,x)} ist, sogar eine reelle Lagrangesche Untermannigfaltigkeit. {\displaystyle M} kann nun mit {\displaystyle \Delta _{M}} identifiziert werden durch das Bild der Einbettung {\displaystyle M\rightarrow M\times M,x\mapsto (x,x)}.
Eine weitere Anwendung der durch Koordinatentausch gegebenen antisymplektischen Involution ist die Folgerung der Arnold-Vermutung aus der Arnold–Givental-Vermutung.